# Cepelos (Vale de Cambra)
Cepelos ist eine Gemeinde (Freguesia) im portugiesischen Kreis Vale de Cambra. In ihr leben 1157 Einwohner (Stand 19. April 2021).